# 恺撒：巨人的一生
《恺撒：巨人的一生》是一本由英国历史学家阿德里安·戈兹沃西创作的古罗马政治家尤利烏斯·凱撒的人物传记，2006年由耶魯大學出版社出版。